# Gordon Milne
Gordon Milne (* 29. März 1937 in Preston, Lancashire) ist ein ehemaliger englischer Fußballspieler und -trainer.

## Karriere
Milne spielte bei Morecambe, Preston North End, dem FC Liverpool, FC Blackpool und Wigan Athletic. Im Anschluss an seiner Spielerkarriere wurde er Trainer bei Wigan Athletic, Coventry City, Leicester City, den türkischen Vereinen Beşiktaş Istanbul, Trabzonspor und Bursaspor, sowie in Japan Nagoya Grampus Eight.
Er spielte insgesamt 14 Mal für England und galt zeitweilig als Kandidat für den Trainerposten der Auswahl.

## Erfolge

### Spieler
- Englischer Fußball-Meister: 1964, 1966
- FA Cup: 1965
- FA Community Shield: 1964, 1966

### Trainer
- Türkischer Fußball-Meister: 1990, 1991, 1992